# Pseuderia brevifolia
Pseuderia brevifolia är en orkidéart som beskrevs av Johannes Jacobus Smith. Pseuderia brevifolia ingår i släktet Pseuderia och familjen orkidéer. Inga underarter finns listade i Catalogue of Life.